# Малкан, Байрам
Байрам Малкан (тур. Bayram Malkan; 20 февраля 1994, Агры, Турция) — турецкий боксёр-любитель, выступающий в полутяжёлой весовой категории. Член национальной сборной Турции (2020-х годов), участник Олимпийских игр 2020 года, серебряный призёр Средиземноморских игр (2018) в любителях.

## Биография
Его самым крупным успехом на юношеском уровне было завоевание серебряной медали в весовой категории до 70 кг на чемпионате мира среди юниоров в сентябре 2015 года в Санкт-Петербурге. Кроме того, он был участником чемпионата Европы среди юниоров в мае 2015 года во Львове, чемпионата мира среди юниоров в Санкт-Петербурге в ноябре 2016 года и принимал участие на молодежном чемпионате Европы в октябре 2017 года в Анталье.
В июне 2018 года на Средиземноморских играх в Таррагоне он в 1/8 финала победил албанца Бекима Вьердху, затем итальянца Валентино Манфредонию, а в полуфинале алжирца Мохаммеда Хумри, однако проиграл в финале Египетегиптянину Абдельрахману Ораби и, таким образом, получил серебряную медаль. На чемпионате Европы до 22 лет во Владикавказе в марте 2019 году он выиграл бронзовую медаль.
На Европейских играх 2019 года в Минске он завоевал за 5-е место после того, как уступил в четвертьфинале со счетом 2:3 армянину Гору Нерсесяну. Еще одно пятое место он завоевал на чемпионате мира в 2019 году в Екатеринбурге, когда он в борьбе за выход в полуфинал уступил Бексаду Нурдаулетову из Казахстана. 
В европейской олимпийской квалификации в Лондоне в марте 2020 года, которая была прервана из-за пандемии COVID-19 и продолжилась в Париже в июне 2021 года, он победил Михаила Долголевеца и вышел в четвертьфинал, где проиграл Газимагомеду Джалидову, однако благодаря своему континентальному рейтингу он обеспечил место для участия на Олимпийских игр в Токио.
На Олимпийских играх в 1/8 финала он победил Шакула Самеда из Ганы, однако на стадии в 1/4 финала он проиграл Лорену Альфонсо Домингесу, представляющего Азербайджан.